# هوانگ یینگ (ژیمناست)
هوانگ یینگ (انگلیسی: Huang Ying؛ زادهٔ ۲ ژوئیهٔ ۱۹۷۷) ژیمناست ریتمیک زن اهل چین بود. وی در بازی‌های المپیک تابستانی ۱۹۹۶ شرکت کرده‌است..